# High Island (Texas)
High Island ist ein gemeindefreies Gebiet im Galveston County des US-Bundesstaats Texas in den Vereinigten Staaten.
Das Gebiet liegt im äußersten östlichen Teil von Galveston County, weniger als eine Meile von Bolivar Peninsula, weniger als eine Meile von Chambers County and weniger als zwei Meilen von Jefferson County entfernt.